# Salle Pleyel

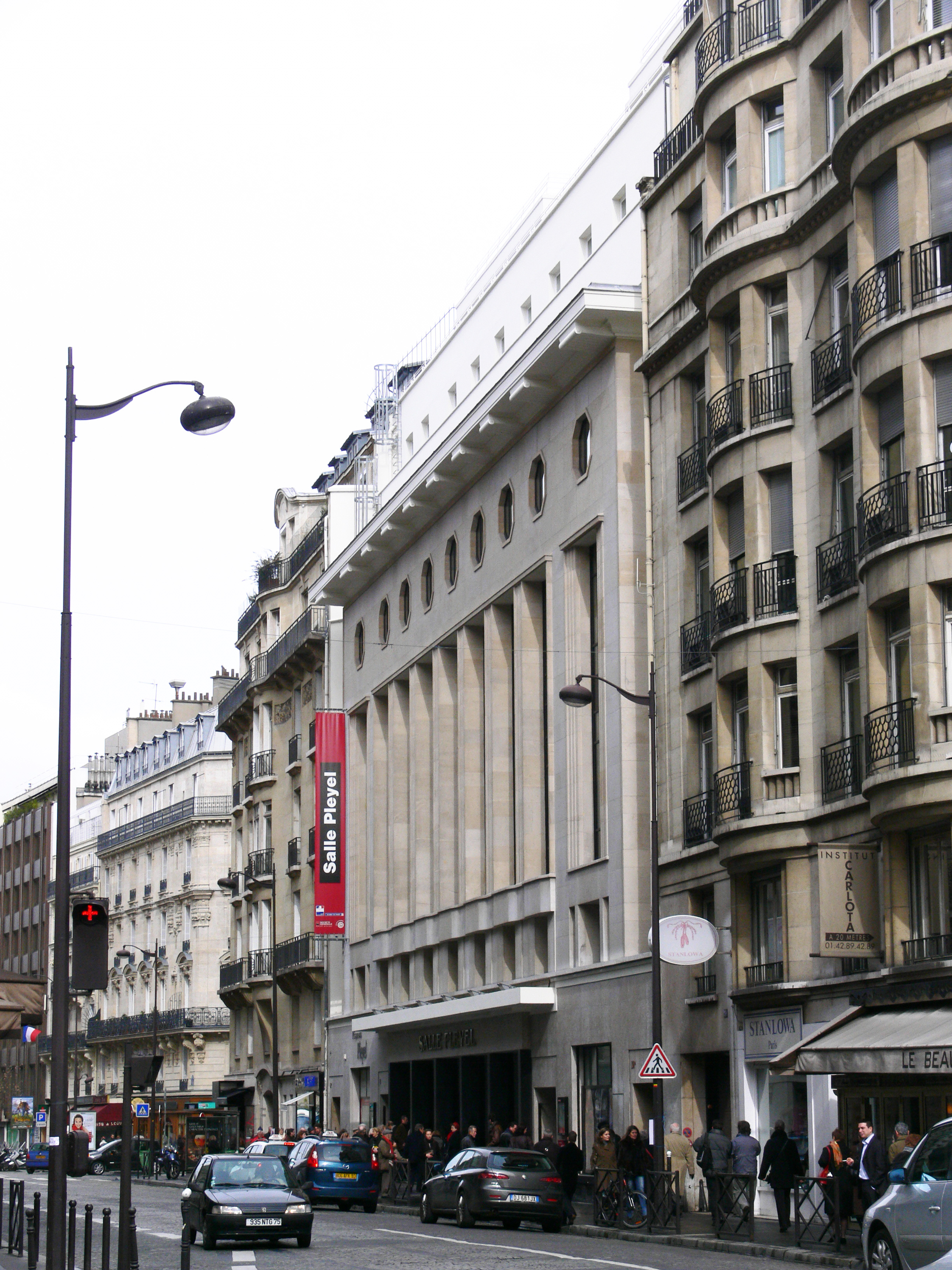
Salle Pleyel, Außenansicht (2008)

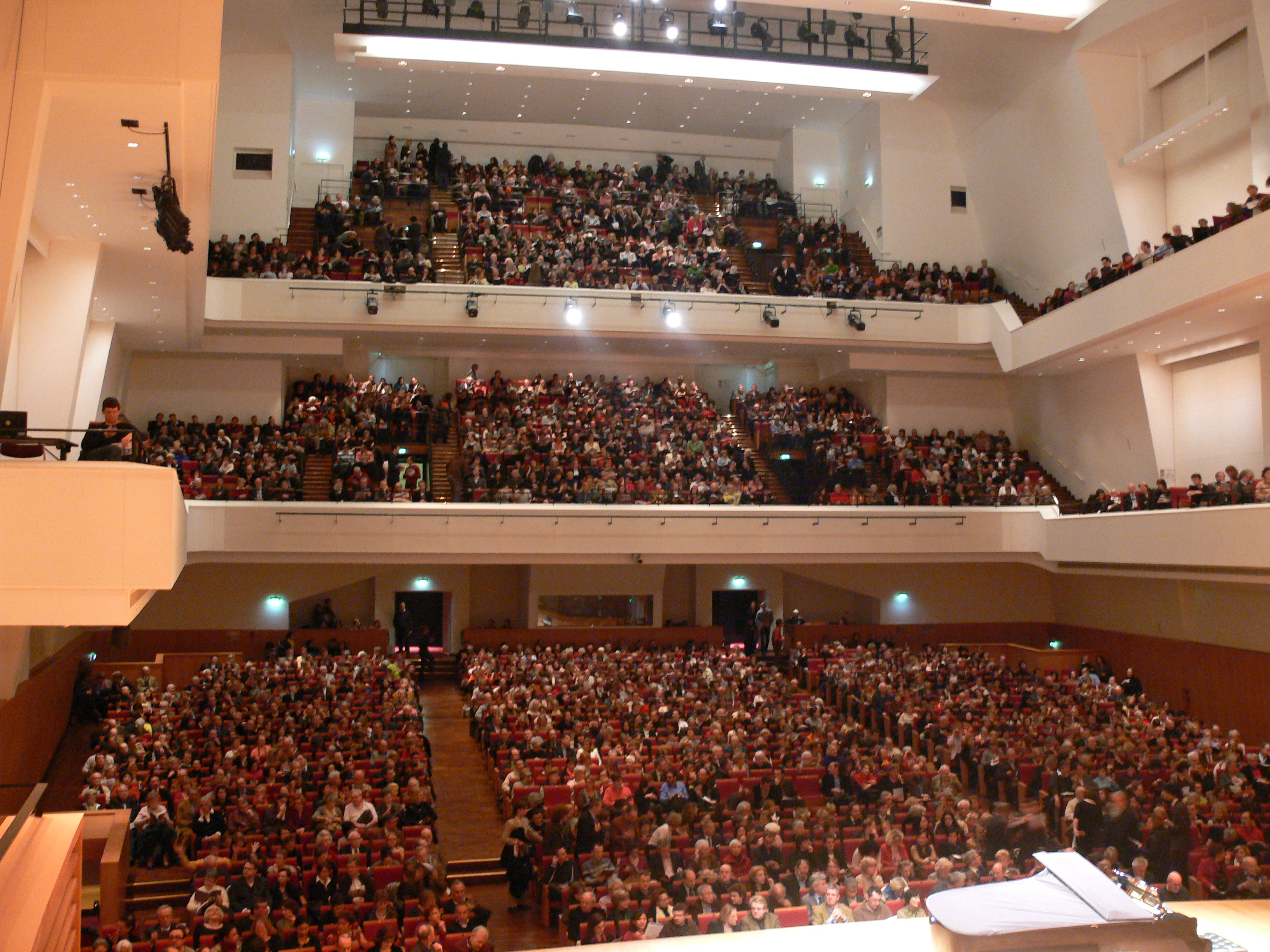
Salle Pleyel, Blick in den Zuschauerraum

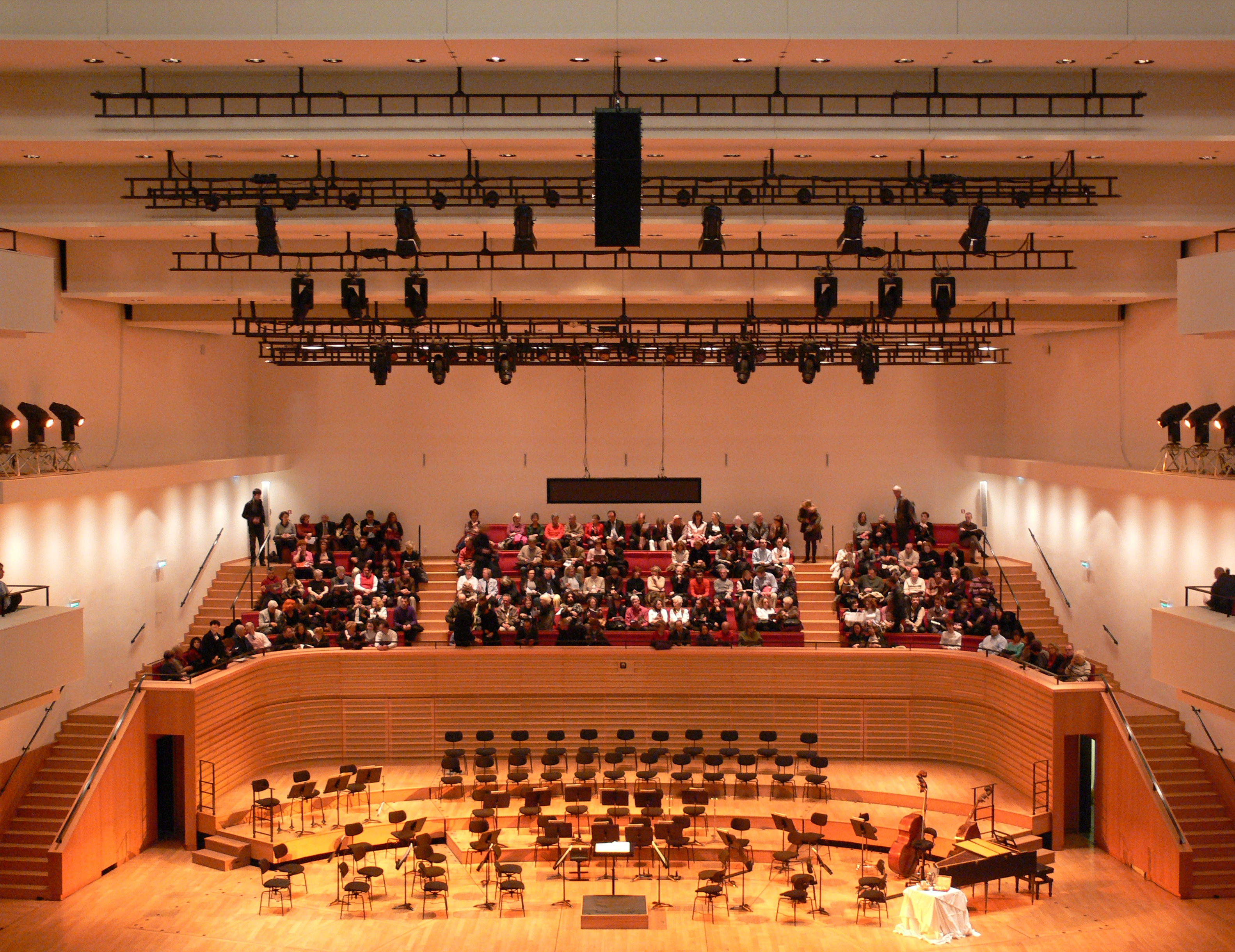
Salle Pleyel, Podium und „arrière-scène“ (Zuschauerplätze hinter dem Podium)

Die Salle Pleyel war bis zur Eröffnung der Philharmonie de Paris 2015 der einzige große symphonische Konzertsaal der Stadt Paris. Er ist nach dem aus Österreich stammenden Komponisten und Klavierfabrikanten Ignaz Josef Pleyel benannt. Der in der Rue du Faubourg Saint-Honoré 252 im 8. Pariser Arrondissement gelegene Bau entstand 1927 nach Plänen des Architekten Gustave Lyon im Stil des Art déco.

## Geschichte und Bedeutung
1839 zog die von Camille Pleyel geleitete Klaviermanufaktur Pleyel von der 9 rue Cadet, Paris in den im Dezember fertiggestellten Gebäudekomplex 20–24 rue Rochechouart. Er umfasste Werkstätten, Ausstellungsräume und Konzertsäle. Der unter der Adresse 22 rue Rochechouart geführte,  am 25. Dezember 1839 eingeweihte Konzertsaal, die eigentliche 1. Salle Pleyel, befand sich im Innern des Gebäudekomplexes. Der 30 m lange und 7 m breite Saal hatte 550 Sitzplätze. Ein „grand salon de côté“ („großer Seitensalon“) mit 150 Plätzen und ein „petit salon de côté“ („kleiner Seitensalon“) waren Teil des Ensembles.  Vorher, in der 9 rue Cadet, fanden Konzerte in den „salons de MM Pleyel“ statt, kleinere Räume, die auch als Schauräume dienten. Sie fassten etwa 100 Personen.
Nach dem Bau des neuen Saales 1927 in der rue du Faubourg Saint-Honoré wurde der alte Saal in der 22 rue Rochechouart im Jahre 1929 abgerissen.
Seit ihrer Eröffnung 1839 gastierten in der 1. Salle Pleyel die größten Musiker ihrer Zeit, wie z. B. Chopin und Clara Wieck. 1846 gab Camille Saint-Saëns mit elf Jahren sein erstes öffentliches Konzert im Salle Pleyel. Andere berühmte Debütanten waren César Franck, Artur Rubinstein und Jeanne Demessieux. Im Februar 1923 wurde Gabriel Faurés Trio für Klavier, Violine und Violoncello in d-Moll op. 120 von Alfred Cortot, Jacques Thibaud und Pablo Casals uraufgeführt. Die Salle Pleyel erlebte im Laufe ihrer Geschichte zahlreiche weitere Uraufführungen, wie das Konzert in G-dur von Maurice Ravel (1932).
Zu den Künstlern des 20. Jahrhunderts, die in der neuen Salle Pleyel gastierten, gehören u. a. Teresa Berganza, Anja Silja und Dietrich Fischer-Dieskau, die Organistin Rolande Falcinelli, der Dirigent Eugen Jochum, Nikolaus Harnoncourt mit dem Concentus Musicus Wien, Karl Richter und der Münchener Bach-Chor, die Pianisten Krystian Zimerman und Brigitte Engerer sowie die Geigerin Hilary Hahn.
Es gibt auch eine ganze Reihe berühmter Liveaufnahmen von Jazzmusikern, wie Dizzy Gillespie (1948), dem Festival International 1949 de Jazz mit Sidney Bechet, Charlie Parker und dem Miles Davis/Tadd Dameron Quintett, sowie von Gerry Mulligan (1954) (Pleyel Concert 1954), Julian Cannonball Adderley („Salle Pleyel“, 1960), Count Basie („Concert - Salle Pleyel“, 1972), Oscar Peterson („Live At The Salle Pleyel“, 1997) und Keith Jarrett („Over the Rainbow and C The Blues“, 1992). Am 31. Januar 1952 entstand hier mit dem Orchester von Claude Luter die zweite Aufnahme des weltberühmten Petite fleur, komponiert von Sidney Bechet.
Die Salle Pleyel wurde auch bekannt durch eine Initiative sozialistischer und pazifistischer Kräfte. Auf dem sogenannten Pleyelkongress in dem berühmten Konzertsaal wurde 1933 durch den Antifaschistischen Arbeiterkongress ein „Manifest gegen Faschismus und imperialistischen Krieg“ verabschiedet. Weil ein Jahr zuvor in Amsterdam ein Antikriegs-Kongress stattfand, sprach man später von einer Amsterdam-Pleyel-Bewegung gegen den Krieg.

## Die neue Salle Pleyel
Die Salle Pleyel wurde zwischen 2002 und 2006 unter der Leitung des Architekten Francois Ceria und nach Berechnungen der Akustiker Russel Johnson und Tateo Nakajima des New Yorker Büros Artec Consultants für insgesamt 33 Millionen Euro auf Rechnung des Unternehmers Hubert Martigny, eines Mitbegründers des Beratungskonzerns ALTRAN, renoviert und modernisiert. Dabei wurde die Zahl der Sitze von 2370 auf 1913 verringert, das Raumvolumen um 20 Prozent erhöht und gleichzeitig die akustische Qualität verbessert. Um die Baumaßnahmen hatte es einen jahrelangen erbittert geführten Streit gegeben, der durch die frühere Direktorin der Salle Pleyel Carla Maria Tarditi ausgelöst worden war.
Die neue Salle Pleyel wurde im September 2006 mit einer Aufführung von Gustav Mahlers „Auferstehungs-Sinfonie“ durch das Orchestre de Paris unter der Leitung seines Chefdirigenten Christoph Eschenbach eröffnet.
Der Konzertsaal wird von einer Filiale der öffentlichen Cité de la musique betrieben. Sie hat den Komplex von Martigny auf fünfzig Jahre gemietet und wird ihn danach für einen Euro kaufen können.